# Gustav Lundholm Nielsen
Gustav Lundholm Nielsen (* 8. August 1998) ist ein dänischer Sprinter, der sich auf den 400-Meter-Lauf spezialisiert hat.

## Sportliche Laufbahn
Erste internationale Erfahrungen sammelte Gustav Lundholm Nielsen im Jahr 2019, als er bei den Europaspielen in Minsk mit der dänischen Mixed-Staffel über 4-mal 400 Meter in 3:24,72 min Rang 19 belegte. 2021 nahm er im 400-Meter-Lauf an den Halleneuropameisterschaften in Toruń teil und schied dort mit 47,65 s aus. Im Jahr darauf schied er bei den Europameisterschaften in München mit 46,30 s im Halbfinale aus und 2023 kam er bei den Halleneuropameisterschaften in Istanbul mit 46,93 s nicht über die Vorrunde hinaus. Im Juni wurde er bei der 2. Liga der Team-Europameisterschaft im Rahmen der Europaspiele in Chorzów in 45,80 s Vierter im Einzelbewerb und gelangte mit der Mixed-Staffel mit 3:24,90 min auf Rang acht. Im August schied er dann bei den Weltmeisterschaften in Budapest mit 45,66 s in der ersten Runde über 400 Meter aus. Im Jahr darauf schied er bei den Europameisterschaften in Rom mit 46,01 s im Halbfinale über 400 Meter aus.
In den Jahren von 2017 bis 2020 und 2023 wurde Nielsen dänischer Meister im 400-Meter-Lauf sowie 2019 auch in der 4-mal-400-Meter-Staffel. Zudem wurde er von 2018 bis 2021 und 2023 und 2024 Hallenmeister über 400 Meter sowie 2017 und 2019 und 2020 und 2022 in der 4-mal-200-Meter-Staffel. 2020 wurde er auch Hallenmeister im 200-Meter-Lauf.

## Persönliche Bestzeiten
- 200 Meter: 21,15 s (+0,2 m/s), 9. September 2023 in Aarhus
  - 200 Meter (Halle): 21,68 s, 14. Februar 2021 in Växjö
- 400 Meter: 45,66 s, 20. August 2023 in Budapest
  - 400 Meter (Halle): 46,57 s, 22. Januar 2023 in Luxemburg